# Le Roman de Renard (film)
Pour les articles homonymes, voir Renard (homonymie).
Pour plus de détails, voir Fiche technique et Distribution.
Le Roman de Renard est un long métrage français de marionnettes réalisé par Ladislas et Irène Starewitch, sorti en Allemagne en 1937 et en France en 1941. Il s'agit d'une adaptation en film d'animation du Roman de Renart, un ensemble de récits médiévaux français composés aux XIIe et XIIIe siècles. Comme l'œuvre dont il s'inspire, le film a pour personnage principal Renart, un renard gredin qui passe son temps à duper les autres animaux.

## Synopsis
Au royaume des animaux, Renard le goupil a pour habitude de berner son prochain. Les doléances se multiplient auprès du roi Noble le lion, qui décide de le faire arrêter. 
Finalement condamné à la pendaison, Renard fait miroiter au souverain l'existence d'un fabuleux trésor et obtient ainsi sa libération. Lorsque Noble découvre cette nouvelle supercherie, il ordonne le siège de Maupertuis, le château de Renard. Mais celui-ci l'emporte une nouvelle fois. Impressionné, le roi décide qu'il vaut mieux faire son allié de ce rebelle et le nomme ministre.

## Fiche technique
- Titre français : Le Roman de Renard
- Titre allemand : Reineke Fuchs
- Réalisation : Ladislas et Irène Starewitch
- Scénario, décors, ciné-marionnettes, éclairage, prises de vue et animation : Ladislas et Irène Starewitch d'après Roman de Renart
- Technique : Animation (marionnettes)
- Production : Starewitch Film, Louis Nalpas (version muette) ; UFA (version sonore allemande), Roger Richebé (version sonore française)
- Pays de production :  France et  Allemagne
- Format : Noir et blanc
- Genre : Comédie, Film d'aventures, Film d'animation en volume, Film de fantasy
- Durée : 65 minutes
- Dates de réalisation : 1929-1930
- Dates de sortie : 
  - Allemagne : 10 avril 1937 (première à Berlin) (version allemande)
  - France : 10 avril 1941 au cinéma César de Paris (version française)

### Version allemande de 1937
- Musique : Julius Kopsch

### Version française de 1941
- Adaptation : Roger Richebé
- Dialogues : Jean Nohain, Antoinette Nordmann
- Musique : Vincent Scotto
- Orchestre : Raymond Legrand

## Distribution
- Claude Dauphin : le singe narrateur
- Romain Bouquet : Renard, le goupil
- Marcel Raine : Sire Noble, le lion
- Sylvain Itkine : Ysengrin, le loup
- Léon Larive : Brun, l'ours
- Robert Seller : Chantecler, le coq
- Edy Debray : Grimbert, le blaireau
- Nicolas Amato : Tibert, le chat
- Pons : Bernard, l'âne
- Sylvia Bataille : le lapin
- Suzy Dornac : Renard jeune
- Jaime Plana : interprète de la chanson de Tibert

## Autour du film
- Satire sociale dans la tradition du Moyen Âge, alliant humour, poésie et performances techniques, c’est aussi le premier long métrage d'animation français, mais sa sortie différée le privera de la place de premier long métrage en volume, ravie par le film soviétique Le Nouveau Gulliver (1935).
- Ladislas Starewitch est déjà l'auteur d'une vingtaine de courts métrages d'animation lorsqu'en 1929 il commence à travailler sur l'écriture du scénario, à partir du conte Reineke Fuchs de Goethe, pour lequel le poète allemand s’était appuyé sur l'ensemble des récits médiévaux français des XIIe et XIIIe siècles, connus sous le nom de Roman de Renart.
- Il fait en 1929 le tournage qui durera environ 18 mois. Les images furent prêtes en 1930, mais la bande sonore fut longue à mettre au point. Avant d'être projeté dans les salles françaises en 1941, avec la bande son de Vincent Scotto, le film sort d'abord dans une version sonore allemande à Berlin en avril 1937, grâce au financement du gouvernement nazi, intéressé par une adaptation de Goethe. Ces circonstances, pas toujours relayées dans les biographies de l'artiste, auraient notamment pour effet de priver aujourd'hui encore le film d'une distribution aux États-Unis, si l'on en croit un collaborateur d'IMDb.
- Autodidacte passionné d’entomologie, Starewitch était venu à l’animation après avoir filmé image par image des insectes naturalisés dans le cadre du petit documentaire Lucanus Cervus. Familier du monde animal, il est particulièrement à l’aise avec l’anthropomorphisme des fabliaux, et, aidé par sa femme et ses deux filles, surtout Irène, ce bricoleur malicieux confectionne des dizaines de personnages aux mimiques expressives, grâce à des centaines de masques et des dispositifs des plus ingénieux. Il se plaît aux détails savoureux (le blaireau porte un manteau de fourrure… en blaireau), aux anachronismes (un combat entre le renard et le loup est commenté comme un reportage sportif à la TSF) et aux clins d’œil (la sérénade du chat fait songer à Tino Rossi). Quelques audaces attirent même le courroux de l'Église sur cet athée convaincu.
- Une photographie montrant Starewitch entouré de ses créatures conduisit quelques critiques à penser que les marionnettes étaient presque aussi grandes que lui. En réalité, il s'agissait d’un photomontage : de fait, Noble le lion mesurait moins d'un mètre. Notons cependant que des marionnettes de trois tailles différentes étaient utilisées pour un même personnage.
- Les films de Starewitch vont pâtir de l'arrivée massive du son puis de la couleur.
- La période troublée du début des années 1940 limite le succès du film, malgré un bel accueil public et critique. Cependant, sa construction en saynètes permet ensuite son exploitation sous forme de courts métrages. Après une première résurrection en 1991, Le Roman de Renard bénéficie d'une restauration numérique de l'image et du son, qui aboutit à une diffusion sur Canal+ à Noël 2001, une édition en DVD et une ressortie en salles le 22 octobre 2003.